# Atoltivimab/maftivimab/odesivimab
El Atoltivimab/maftivimab/odesivimab, comercializado bajo la marca Inmazeb, es un medicamento combinado utilizado para tratar el ébola causado por el virus del Ébola de Zaire. No está clara su eficacia para otros virus del Ébola y Marburgo. Se administra mediante inyección en vena.
Los efectos secundarios más comunes sonː fiebre, taquicardia, respiración acelerada y vómitos; sin embargo, estos también son síntomas comunes de la infección por el virus del Ébola. Está compuesto de tres anticuerpos monoclonales; atoltivimab, maftivimab y odesivimab, que se unen a una glicoproteína del virus del ébola de Zaire.
La combinación fue aprobada para uso médico en los Estados Unidos en 2020. Está en la Lista de Medicamentos Esenciales de la Organización Mundial de la Salud .  A partir de 2022 no está disponible en Europa ni en el Reino Unido. En 2020, el gobierno de Estados Unidos compró dosis para prepararse ante un brote epidémico.